# Bohon
 (août 2016).
Si vous disposez d'ouvrages ou d'articles de référence ou si vous connaissez des sites web de qualité traitant du thème abordé ici, merci de compléter l'article en donnant les références utiles à sa vérifiabilité et en les liant à la section « Notes et références ».
Bohon est un hameau de la commune belge de Durbuy situé en Région wallonne dans la province de Luxembourg.
Avant la fusion des communes, il faisait partie de la commune de Barvaux-sur-Ourthe.

## Situation
Le hameau se situe entre Barvaux-sur-Ourthe et Durbuy sur le versant sud et la rive droite de l'Ourthe qui forme des méandres à cet endroit. Il fait partie de la région calcaire de la Calestienne.

## Économie

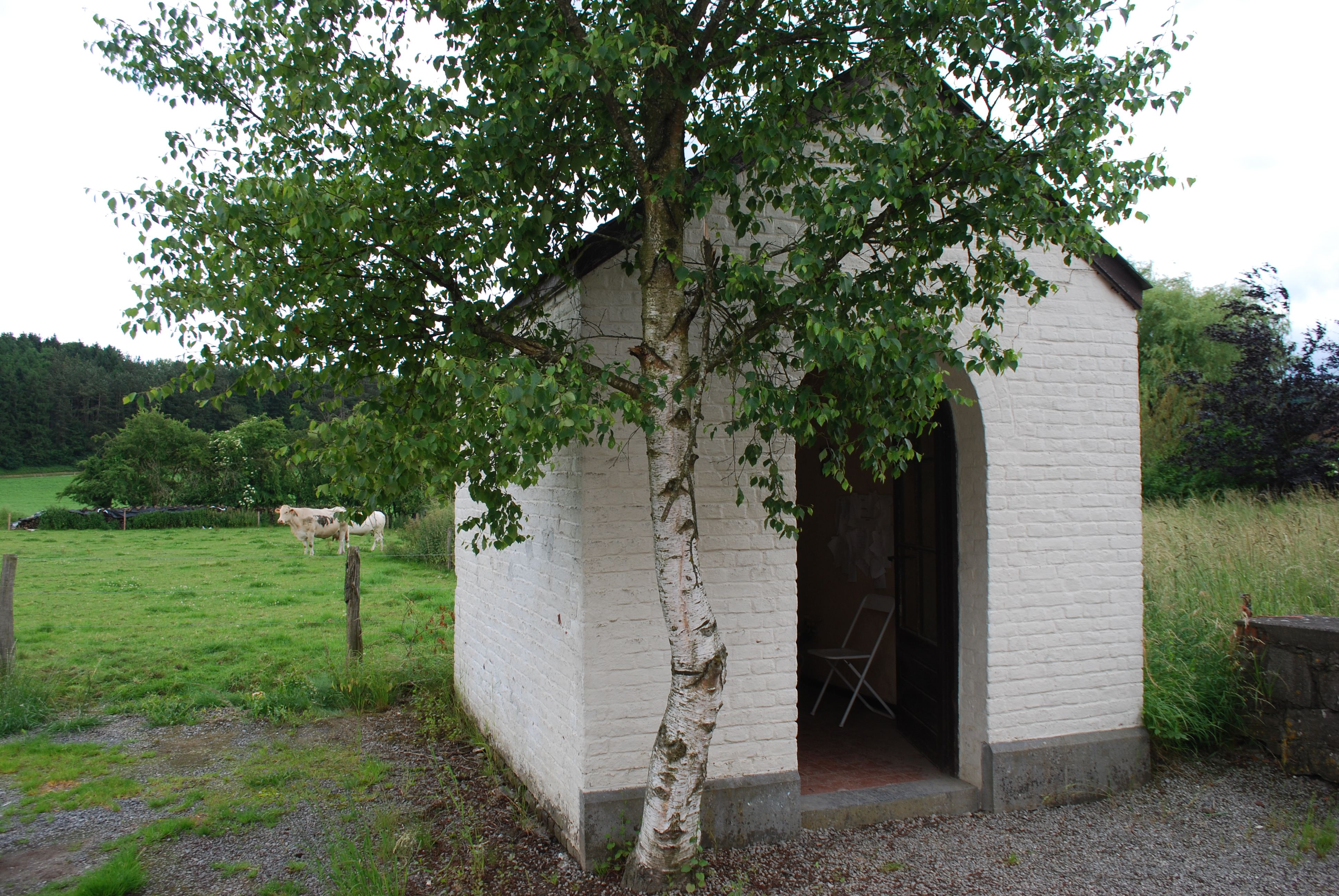
La chapelle de Bohon

Le hameau d'origine agricole (plusieurs fermes et fermettes en pierre calcaire ou en brique) est aujourd'hui davantage tourné vers le tourisme et les loisirs. La présence de gîtes et surtout du centre omnisports de Durbuy et de sa piscine en témoigne.

## Sites et édifices
La petite chapelle blanche de Bohon se trouve au centre du hameau en bordure d'une prairie.
La grotte naturelle de Bohon (50° 21′ 53″ N, 5° 29′ 15″ E) qui comporte deux étages a été formée par le recoupement souterrain d'un méandre de l'Ourthe. Elle est toujours parcourue par une rivière souterraine. Le grotte constitue un site d'hibernation pour plusieurs espèces de chauves-souris. Elle est reprise comme site de grand intérêt biologique. Elle ne se visite pas.